# Mychałkowe (obwód czerniowiecki)
Mychałkowe (ukr. Михалкове) – wieś na Ukrainie, w obwodzie czerniowieckim, w rejonie dniestrzańskim, w hromadzie Sokiriany. W 2001 liczyła 2139 mieszkańców.